# Mitgliederliste der Empacher-Krause-Gruppe
Diese Liste ist eine Aufstellung über die Mitglieder der Widerstandsgruppe Empacher-Krause. Sie war in Stettin (Pommern) eine der größten illegalen Widerstandsgruppen, der zeitweise bis zu 300 Personen angehörten. Darunter waren neben Kommunisten und Sozialdemokraten auch Parteilose. Sie hatte in der Zeit des Zweiten Weltkriegs auch Kontakte zu kirchlich-katholischen und ausländischen Widerstandsgruppen, mit denen sie eng zusammenarbeiteten. Sie erhebt keinen Anspruch auf Vollständigkeit.
| Name                                     | Ref.        | Geburtsjahr/-ort             | Sterbejahr/-ort Todesursache | Beruf                                                                      | Anmerkungen                                                 |
| ---------------------------------------- | ----------- | ---------------------------- | ---------------------------- | -------------------------------------------------------------------------- | ----------------------------------------------------------- |
| Walter Empacher                          | [ 1 ]       | 1906 in Stettin              | 1945 in Stettin gehängt      | Bürobote, Landarbeiter, Gärtner, Bauarbeiter und später Angestellter       | KPD                                                         |
| Herta Geffke                             |             | 1893 in Bollinken            | 1974 in Berlin               | Haushaltsgehilfin, Druckereiarbeiterin, Politikerin und Parteifunktionärin | SPD, USPD, KPD, Rote Hilfe Deutschland                      |
| Elisabeth Griehl                         | [ 2 ]       | 1893 in Gollnow              | 1973 in Greifswald           | Weißnäherin, Politikerin                                                   |                                                             |
| Max Griehl                               | [ 2 ]       |                              |                              |                                                                            |                                                             |
| Werner Krause (Widerstandskämpfer, 1907) |             | 1907 Stettin                 | 1945 in Stettin gehängt      | Parteifunktionär                                                           | KPD, KJVD                                                   |
| Walter Miermeister                       | [ 1 ] [ 3 ] | 1908 in Stettin              | 1945 in Stettin gehängt      | Angestellter                                                               | KPD                                                         |
| Otto Nowack                              | [ 2 ]       | 1895 in Zäckerick            | 1965 in Kühlungsborn         | Schlosser                                                                  | KPD, DMV                                                    |
| Heinz Peters                             | [ 1 ] [ 4 ] | 1914 in Stettin              | 1945 in Stettin gehängt      | Bauklempner                                                                | KPD, Kampfgemeinschaft für Rote Sporteinheit                |
| Karl Rosenfeld                           | [ 2 ]       | 1898 in Podejuch bei Stettin | 1988 in Rostock              | Matrose, Landarbeiter                                                      | KPD                                                         |
| Bruno Schmidt                            | [ 2 ]       | 1906 in Züllichow            | 1955 in Rostock              | Schlosser                                                                  | KPD, KJVD, DMV, Rote Hilfe Deutschland, Rotfrontkämpferbund |
| Rudolf Weller                            | [ 1 ]       |                              | 1945 in Stettin gehängt      |                                                                            |                                                             |
| Eugen Wilhelm                            | [ 1 ] [ 3 ] |                              | 1945 in Stettin gehängt      |                                                                            |                                                             |